# Oberonia claviloba
Oberonia claviloba là một loài thực vật có hoa trong họ Lan. Loài này được Jayaw. mô tả khoa học đầu tiên năm 1963.